# Concerto pour marimba et vibraphone de Milhaud
Le Concerto pour marimba, vibraphone et orchestre, opus 278, est une œuvre de Darius Milhaud composée en 1947 et jouée pour la première fois en 1949 par le Saint Louis Symphony Orchestra sous la direction de Vladimir Golschmann avec Jack Conner (en) au marimba et au vibraphone.

## Présentation
Darius Milhaud séjourne au Guatamala en 1917-18 en tant que secrétaire de Paul Claudel, alors ministre plénipotentiaire à Rio de Janeiro, et s’enthousiasme pour les musiques sud-américaines. Il en tirera entre autres Le bœuf sur le toit, inspiré par les musiques du Carnaval de Rio, et un intérêt continu pour les musiques populaires syncopées. Il nourrira cet intérêt lors de son passage à Porto Rico l'année suivante et pendant les années postérieures, produisant nombre de pièces utilisant des instruments de percussion. En 1940, il émigre aux États-Unis où il compose le Concerto pour marimba (et vibraphone).
Le concerto utilise deux instruments à maillets aux sonorités très différentes : le marimba, qui est un xylophone, et le vibraphone, qui est un métallophone. Le soliste doit parfois passer rapidement d'un instrument à l'autre afin de créer les contrastes exotiques désirés par Milhaud ; il utilise cinq sortes de baguettes pour obtenir des sonorités variées et frappe même les lames avec les mains. Pour l'accompagnement, l'effectif orchestral consiste en 2 flûtes, 2 hautbois, 2 clarinettes, 2 bassons, 2 cors, 2 trompettes, 2 trombones, 1 tuba, les timbales, des percussions, 1 harpe et les cordes.
En 1952, Milhaud arrange son concerto en Suite concertante pour piano et orchestre opus 278b. La partition est éditée par Enoch.

## Structure
L'œuvre comporte 3 mouvements :
1. Animé
2. Lent
3. Vif

La durée moyenne d'exécution du concerto est de vingt minutes environ.